# Michael Ah Matt
Michael Ah Matt, né le 30 novembre 1942 à Townsville en Australie et décédé le 14 février 1983, est un ancien joueur australien de basket-ball.